# Édouard Devicque
Pour les articles homonymes, voir Devicque.
Simon Édouard Devicque, né le 16 juillet 1830 dans l'ancien 10e arrondissement de Paris et mort le 14 janvier 1863 dans le 9e arrondissement de Paris, est un auteur dramatique et romancier français.

## Biographie
Ayant fait représenter, en collaboration avec Henri Crisafulli, son collaborateur attitré, un certain nombre de pièces dont plusieurs connurent un grand succès, Devicque était plus connu comme auteur dramatique que comme romancier. Édouard Devicque est également le fondateur et le rédacteur en chef du journal de théâtre L'Indépendance, revue dramatique (1855-1858).
Il avait débuté en 1855, par le drame César Borgia, qui offrit la particularité d’avoir été reçu, appris et monté en huit jours ; c’est, de toutes ses pièces, celle qui eut le plus de succès. Puis vinrent le drame historique Marie Stuart en Écosse, le drame populaire des Deux faubouriens, le Roi Lear, Giroflé-Girofla, drame qui, en dépit du rôle émouvant qu’y avait créé Mme Doche, fut peu apprécié du public. Enfin, la comédie Esther Ramel, où Anaïs Fargueil tenait le rôle principal, fut un four lamentable, et la pièce disparut de l’affiche presque au lendemain de la première.
L'échec complet d’Esther Ramel, succédant à des succès encourageants, découragea sans doute Devicque du théâtre. C’est à partir de cette époque que, désespérant d’aborder les théâtres populaires, il se mit au roman.
Mort prématurément d'une maladie de poitrine à l'âge de 32 ans, Edouard Devicque laissera de nombreux manuscrits à Henri Crisafulli.

## Théâtre
- 1855 : César Borgia, drame en quatre actes, avec Henri Crisafulli, au théâtre de l’Ambigu (11 décembre) ;
- 1856 : Marie Stuart en Écosse, drame historique en cinq actes et 12 tableaux, avec Henri Crisafulli, au Cirque-Olympique (23 août) ;
- 1856 : La Mye du roy Louis le unziesme, drame en 1 acte, avec Édouard Cadol, Librairie théâtrale, Paris, 1856 ;
- 1857 : Les Deux faubouriens, drame populaire en cinq actes et 8 tableaux, avec Henri Crisafulli, au Cirque-Olympique (19 mai)[3] ;
- 1858 : Giroflé-Girofla, drame en cinq actes, avec Henri Crisafulli, au théâtre de la Gaîté (4 décembre) ;
- 1858 : Le Roi Lear, drame en cinq actes et 12 tableaux, d'après William Shakespeare, avec Henri Crisafulli, au Cirque-Olympique (10 septembre) ;
- 1861 : Esther Ramel, comédie en trois actes, avec Henri Crisafulli, au théâtre du Vaudeville (10 juin) .

## Romans
- Les Mères coupables. Léonce, Emma, avec un portrait gravé sur acier, F. Sartorius, Paris, 1861, in-12° ;
- Le Fils de Jean-Jacques, roman, avec le portrait de J. J. Rousseau, L. Sartorius, Paris, 1862, in-12° ;
- Le Chevalier de la Renaudie, roman historique, L. de Potter, 1862, 5 vol. in-8°[4] ;
- Les Amours du Balafré, roman historique, L. de Potter, Paris, 1863, 5 vol. in-8° ;
- Écoliers et bandits, drames du vieux quartier latin, roman, L. de Potter, Paris, 1863, 4 vol. in-8°[5].